# (31707) 1999 JH49
1999 JH49 (asteroide 31707) é um asteroide da cintura principal. Possui uma excentricidade de 0.10759320 e uma inclinação de 6.17645º.
Este asteroide foi descoberto no dia 10 de maio de 1999 por LINEAR em Socorro.